# Yūji Ōkuma
Yūji Ōkuma (jap. 大熊 裕司 Ōkuma Yūji; ur. 19 stycznia 1969) – japoński piłkarz występujący na pozycji pomocnika.

## Kariera piłkarska
Od 1991 do 1998 roku występował w klubach Kashiwa Reysol, Kyoto Purple Sanga i Avispa Fukuoka.

## Kariera trenerska
Po zakończeniu piłkarskiej kariery pracował jako trener w Cerezo Osaka.